# Зайчино-Ореше
За́йчино-Ореше́ (болг. Зайчино ореше) — село в Шуменській області Болгарії. Входить до складу общини Новий Пазар.

## Населення
За даними перепису населення 2011 року у селі проживали 205 осіб.
Національний склад населення села:
| Національність   | Кількість осіб | Відсоток |
| ---------------- | -------------- | -------- |
| болгари          | 188            | 95,9%    |
| турки            | 6              | 3,1%     |
| цигани           | 0              | 0%       |
| Всього відповіли | 196            |          |

Розподіл населення за віком у 2011 році:
Динаміка населення: